# Dumbarton (Neuseeland)
Dumbarton ist eine kleine Siedlung im Central Otago District der Region Otago auf der Südinsel von Neuseeland.

## Geographie
Die Siedlung liegt 5 km südlich von Roxburgh am Clutha River/Mata-Au. Der New Zealand State Highway 8 verbindet Dumbarton mit Roxbourgh und Alexandra im Norden und Lawrence sowie Gore im Südosten und Südwesten.

## Geschichte
Der Roxburgh Branch, eine Nebenbahn des South Island Main Trunk Railway, verlief am anderen Ufer des Clutha und verband ab dem 18. April 1928 Roxburgh mit dem South Island Main Trunk Railway. Der nächste Bahnhof befand sich in Teviot, das 4 km südöstlich von Dumbarton liegt. Die gesamte Strecke wurde am 1. Juni 1968 stillgelegt und in der Folge demontiert.

## Wirtschaft
Im Umland von Dumbarton wird Obst angebaut.